# Peter Simon Pallas
Peter Simon Pallas (22 tháng 9 năm 1741 - 8 tháng 9 1811) là một nhà động vật học và thực vật học người Đức làm việc ở Nga.

## Công trình nghiên cứu
- Dissertatio inauguralis de infestis viventibus infra viventia (Leiden: Lugduni Batavorum, 1760).
- Elenchus zoophytorum, sistens generum adumbrationes generaliores et specierum cognitarum succinctas descriptiones, cum selectis auctorum synonymis (The Hague: van Cleef, 1766).
- Miscellanea zoologica, quibus novæ imprimis atque obscuræ animalum species describuntur et observationibus iconibusque illustrantur (The Hague, 1766).
- Spicilegia zoologica (Berlin, 1767—1777).
- Lyst der Plant-Dieren, bevattende de algemeene schetzen der geslachten en korte beschryvingen der bekende zoorten (Utrecht: van Paddenburg & van Schoonhoven, 1768).
- De ossibus Sibiriae fossilibus, craniis praesertim Rhinocerotum atque Buffalorum, observationes (Novi Commentarii Academiae Scientiarum Imperialis Petropolitanae, XIII, Saint Petersburg, 1768).
- Naturgeschichte merkwürdiger Thiere (Berlin, 1769—1778).
- Dierkundig mengelwerk, in het welke de nieuwe of nog duistere zoorten van dieren, door naauwkeurige afbeeldingen, beschryvingen en verhandelingen opgehelderd worden (Utrecht: van Paddenburg & van Schoonhoven, 1770).
- Reise durch verschiedene Provinzen des Russischen Reichs (Saint Petersburg, 1771—1801).
- Merkwürdigkeiten der Morduanen, Kasaken, Kalmücken, Kirgisen, Baschkiren etс., Frankfurt & Leipzig, 1773—1777, 3 voll.).
- Puteshestviye po raznym provintsiyam Rossiyskogo gosudarstva (Saint Petersburg, 1773—1788).
- Flora Rossica (Saint Petersburg, 1774—1788, in 2 parts).
- Sammlungen historischer Nachrichten über die mongolischen Völkerschaften. St. Petersburg, Frankfurt, Leipzig 1776–1801.
- Observations sur la formation des montagnes et sur les changements arrivés au Globe, particulièrement à l’Empire de Russie (Acta Academiae Scientiarum Imperialis Petropolitanae, Saint Petersburg, 1777).
- Novae species Quadrupedum e Glirium ordine (Erlangen, 1778).
- Mémoires sur la variation des animaux (Acta Academiae Scientiarum Imperialis Petropolitanae, Saint Petersburg, 1780).
- Katalog rasteniyam, nakhodyashchimsya v Moskve v sadu yego prevoskhoditel'stva deystvitel'snogo statskogo sovetnika i Imperatorskogo Vopitatel'nogo doma znamenitogo blagodetelya, Prokofiya Akinfiyevich Demidova, sochinyonnyy P. S. Pallasom, adademikom sankt-peterburgskim (Saint Petersburg, 1781).
- Icones Insectorum praesertim Rossiae Sibiriaeque peculiarium (Erlangen, 1781—1806, in 4 issues).
- Opisaniye rasteniy Rossiyskogo gosudarstva, s ikh izobrazheniyami (Saint Petersburg, 1786).
- Sravnitel'nyye slovari vsekh yazykov i narechiy, sobrannyye desnitsey Vsevysochayshey osoby imperatritsy Yekateriny II (Saint Petersburg, 1787—1789, in 2 volumes).
- Tableau physique et topographique de la Tauride (Nova Acta Academiae Scientiarum Imperialis Petropolitanae, X, Saint Petersburg, 1792).
- Kratkoye fizicheskoye i topograficheskoye opisaniye Tavricheskoy oblasti (Saint Petersburg, 1795).
- Bemerkungen auf einer Reise in die südlichen Statthalterschaften des Rußischen Reichs in den Jahren 1793 und 1794 (Leipzig, 1799—1801)
- Species Astragalorum descriptae et iconibus coloratis illustratae (Leipzig, 1800).
- Travels through the southern provinces of the Russian Empire (London, 1802, in 2 volumes).
- Illustrationes plantarum imperfecte vel nondum cognitarum (Leipzig, 1803).
- Zoographia rosso-asiatica (Saint Petersburg, 1811, in 3 volumes).